# Bibliothèque du Plateau-Mont-Royal
La bibliothèque du Plateau-Mont-Royal  est une bibliothèque de Montréal située dans l'arrondissement du Plateau-Mont-Royal. Elle offre une collection de plus 80 000 documents et une programmation culturelle diversifiée.

## Localisation
La bibliothèque du Plateau-Mont-Royal ainsi que la maison de la culture du Plateau-Mont-Royal sont situées au rez-de-chaussée de l'édifice  au 465, avenue du Mont-Royal Est.

## Histoire
La bibliothèque est inaugurée en 1984. Elle loge dans un édifice construit en 1895-1896, qui est d'abord connu sous le nom de « pensionnat Saint-Basile » selon les plans de Jean-Baptiste Resther et fils, pour les Sœurs de Sainte-Croix et des Sept-Douleurs qui en sont propriétaires de 1895 à 1964.
La Commission des écoles catholiques de Montréal devient propriétaire de 1964 à 1980. Depuis 1980, l'immeuble appartient à la Ville de Montréal. La bibliothèque centrale ne dispose pas de succursale de quartier sur le Plateau jusqu'à cette date.
La bibliothèque est ouverte grâce au programme des maisons de la culture mis en place en 1979 à Montréal, visant la démocratisation de la culture.
En 2015, l'intérêt patrimonial et artistique du bâtiment est reconnu officiellement par l'arrondissement.

### Responsables de la bibliothèque[citation nécessaire]
- Madeleine Grégoire, bibliothécaire responsable, (? - 1994)

- Vesna Dell'Olio, bibliothécaire responsable, (1995 à 2015)

- Marie-Christine Lavallée, cheffe de section, (2015- 2017)
- Joanne-Abigail Cabrera-Munoz, cheffe de section (2017-2019)
- Isabelle Morrissette, cheffe de section (2019-

## Architecture

### Œuvre d'art public
La ville de Montréal a commandé une œuvre d'art public lors de la construction de la bibliothèque en 1984 conformément à la Politique d'intégration des arts à l'architecture. L'œuvre de menuiserie d'art de Lisette Lemieux est sans titre. Il s'agit des cloisons-paravent et du comptoir-réception en madriers de bois d'érable. En 1990, des changements ont été apportés à l'aménagement et une partie de l'œuvre a été retiré. Une seconde œuvre a été acquise de la même artiste intitulée Colonne stèle (1987). 

### Aménagement
En septembre 2017, un projet d'aménagement est annoncé par le maire de l'arrondissement, Luc Ferrandez après l'acquisition du terrain faisant face à l'édicule de la station de métro Mont-Royal. Ce terrain, utilisé comme stationnement pour le Centre de services communautaires du Monastère, est acquis  pour la somme de 2,9 millions de dollars en juillet 2017 pour ce projet de "pôle culturel" qui est destiné à abriter la nouvelle bibliothèque.

## Galerie

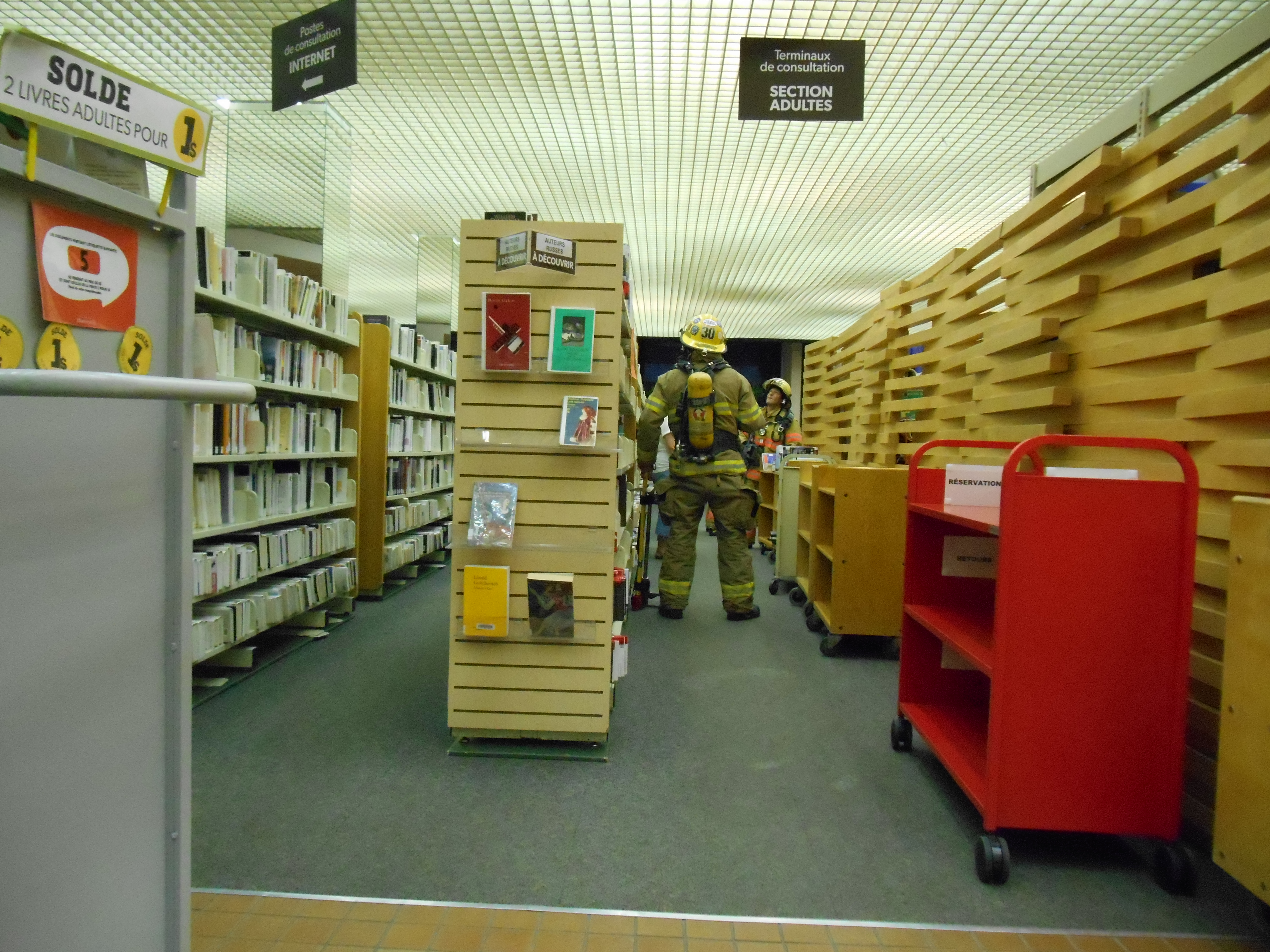
Pompiers en visite
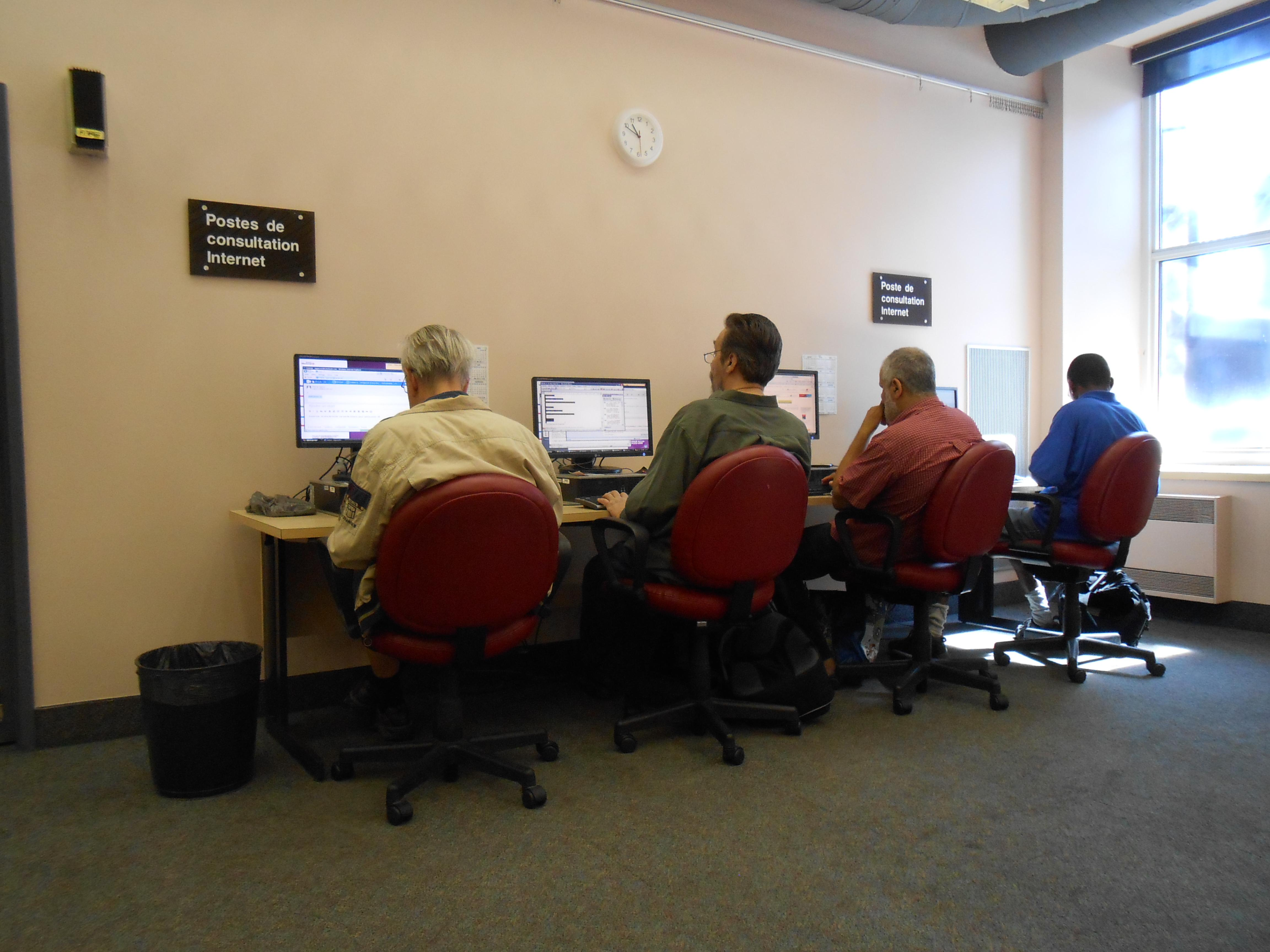
Postes Internet
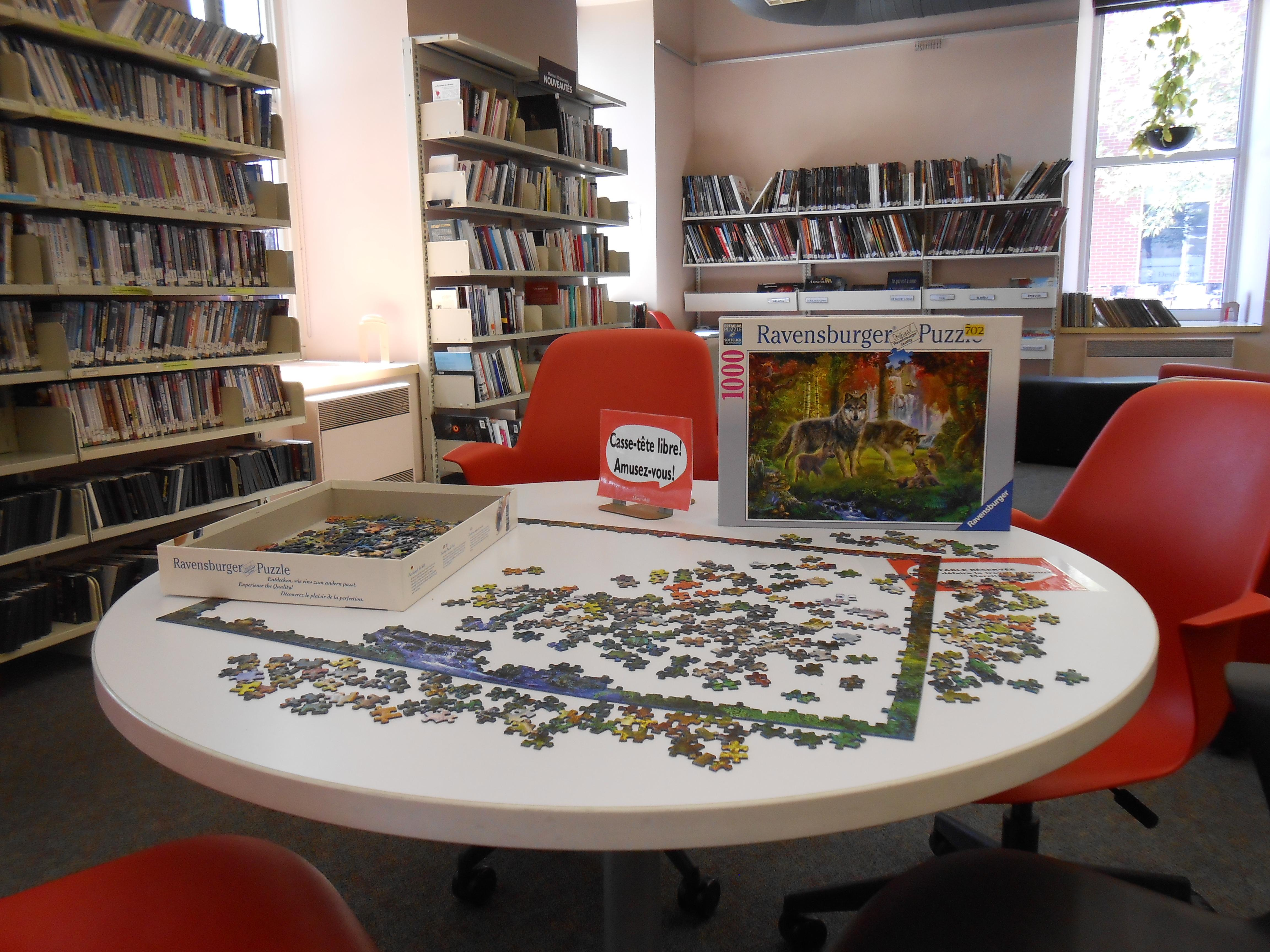
Casse-tête libre